# Rusty Buchanan
Rusty Buchanan (Ciudad de México, México, 14 de mayo de 1952) es un músico y bajista estadounidense, quien fue integrante de grandes bandas de rock como Exile, Player, Sugarloaf y Thieves y contribuye para muchos artistas musicales desde su debut en 1970.

## Discografía adicional
| Año  | Álbum de estudio | Artista o Grupo | Contribución                                              |
| 1985 | Nirvana Peter    | Peter Ivers     | Voz (coro)                                                |
| 1981 | Spies Of Life    | Player          | Bajista, voz                                              |
| 1980 | Yucatán          | Thieves         | Bajista, Guitarra eléctrica, Guitarra rítmica, Voz, Coros |
| 1979 | All There Is     | Exile           | Voz                                                       |
| 1979 | Tear Me Apart    | Tanya Tucker    | Voz                                                       |
| 1979 | The Global Blues | Danny O'Keefe   | Voz                                                       |
| 1978 | Jerry Corbetta   | Jerry Corbetta  | Bajista                                                   |
| 1976 | Peter Ivers      | Peter Ivers     | Coros                                                     |
| 1974 | Nirvana Cuba     | Peter Ivers     | Coros                                                     |